# 알나프트 SC
알나프트 SC(아랍어: نادي النفط الرياضي는 바그다드를 연고로 하는 이라크의 축구단이다. 현재 이라크 프리미어리그에 참가하고 있다.

## 선수 명단

### 현역
참고: FIFA 자격 규정에 따라 소속된 국가대표팀 국기를 표시합니다. 선수는 복수의 FIFA 비회원국 국적을 가지고 있을 수 있습니다.
| 번호 | 포지션 | 국적 | 이름 |
| ---- | ------ | ---- | ---- |

| 번호 | 포지션 | 국적 | 이름 |
| ---- | ------ | ---- | ---- |

## 역대 감독
| 감독        | 임기        |
| ----------- | ----------- |
| 나딤 샤케르 | 1997 ~ 1998 |
| 나딤 샤케르 | 2012        |

틀:알나프트 SC 감독